# Marina Manuel
Marina Manuel nació en algún momento entre los años 1444 y 1462, fue una poeta y dama de la reina Isabel I de Castilla, descendiente de don Juan Manuel I, Señor de Belmonte de Campos, además de musa para autores como Diego López de Haro, Diego de San Pedro y Pedro de Cartagena.
Su nombre aparece en la península ibérica cuando durante el reinado de los Reyes Católicos, se crea un movimiento literario-cultural femenino en torno a la reina Isabel I. Fue autora de un mote, recogido en el Cancionero general de Cartagena: “Esfuerçe Dios al sufrir”.
Marina Manuel estuvo prometida con Balduino de Borgoña en 1488/89, y fue receptora de una carta poética por parte de Diego López de Haro: “Carta, pues que vas a ver” y destinataria del poema de Diego de San Pedro: “Cárcel de amor”.